# Konana Tambigi, Haveri
Konana Tambigi là một làng thuộc tehsil Haveri, huyện Haveri, bang Karnataka, Ấn Độ.